# Mayfield (Kentucky)
Mayfield ist eine US-amerikanische Kleinstadt im Westen des Bundesstaates Kentucky. Das U.S. Census Bureau hat bei der Volkszählung 2020 eine Einwohnerzahl von 10.017 ermittelt.
Die Stadt liegt im Graves County, deren Verwaltungssitz sie ist.

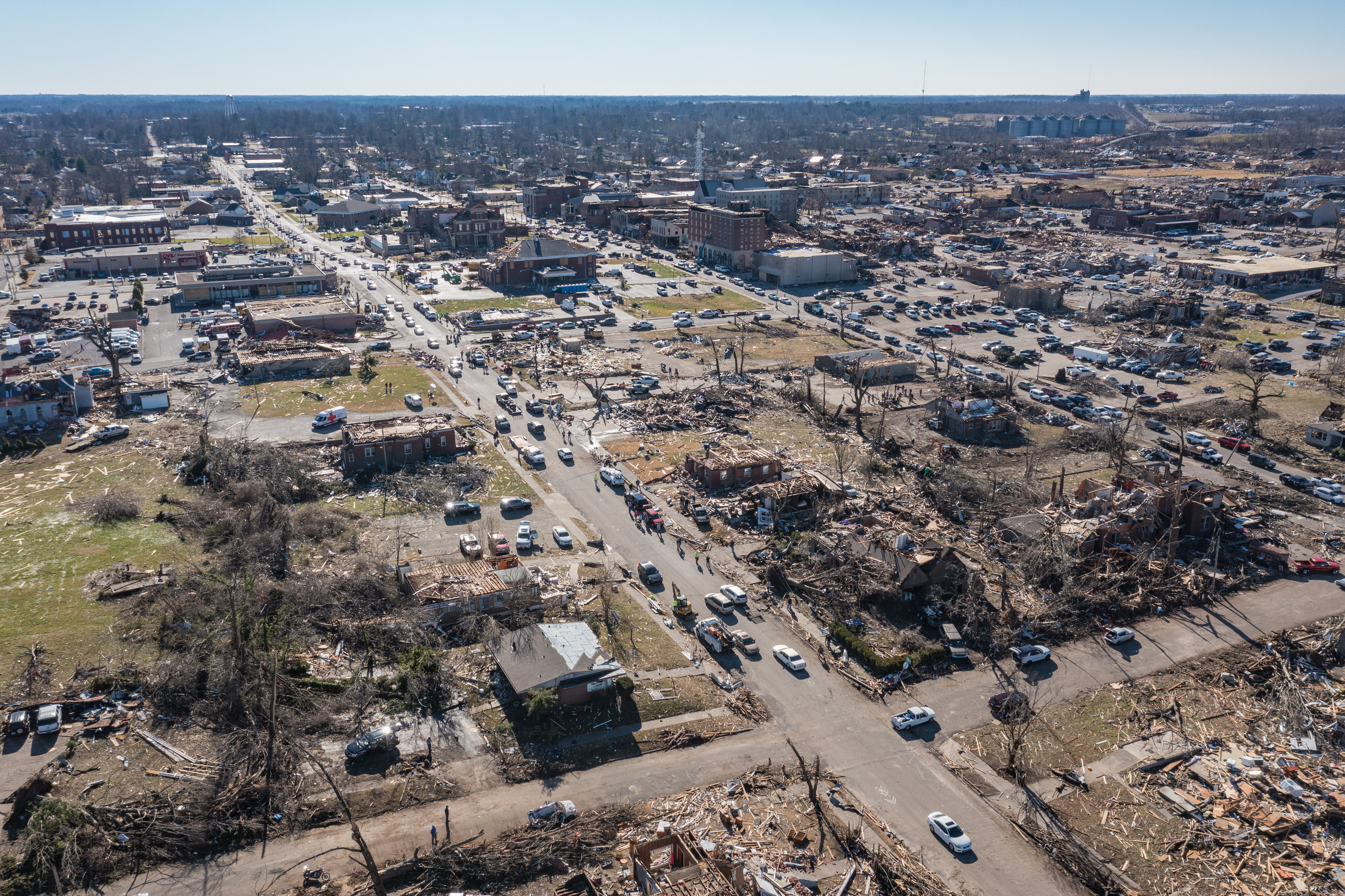
Zerstörtes Mayfield nach der Tornadoserie in der Nacht vom 10. Dezember auf 11. Dezember 2021.

## Geschichte
Im 19. Jahrhundert siedelte sich hier eine florierende Wollspinnerei an, die „Woolen Mills Incorporated“, die sich auf die Fertigung von Kaschmir-Wollunterhosen spezialisiert hatte und somit in der vorwiegend ländlichen Umgebung des Staates für das Voranschreiten der Industrialisierung sorgte. Stolz betonte man, dass wesentlich mehr Arbeitskräfte beschäftigt würden als in jeder anderen Mühle Kentuckys.
Im Winter 1936/37 mussten die Bewohner des Ortes – wie auch die anderer Gemeinden des Landes – eine schwere Überschwemmungskatastrophe überstehen, bei denen viele evakuiert wurden.
Im Dezember 2004 schloss die deutsche Continental AG eine dortige Produktionsstätte trotz steigender Umsatzzahlen, sodass ein wichtiger Arbeitgeber der Kommune wegfiel.
Bei der Tornadoserie in der Nacht vom 10. Dezember auf 11. Dezember 2021 gab es viele Verletzte und mindestens 50 Tote in der Stadt. Die Stromversorgung brach zusammen und viele Gebäude wurden zerstört.

## Demografie
Der Bevölkerungszählung von 2020 zufolge hat sie eine Gesamtbevölkerung von 10.017 Einwohnern zu verzeichnen.
| Jahr | Einwohner | %±      |
| ---- | --------- | ------- |
| 1830 | 44        | —       |
| 1860 | 556       | —       |
| 1870 | 779       | 40,1 %  |
| 1880 | 1.839     | 136,1 % |
| 1890 | 2.909     | 58,2 %  |
| 1900 | 4.081     | 40,3 %  |
| 1910 | 5.916     | 45,0 %  |
| 1920 | 6.583     | 11,3 %  |
| 1930 | 8.177     | 24,2 %  |
| 1940 | 8.619     | 5,4 %   |
| 1950 | 8.990     | 4,3 %   |
| 1960 | 10.762    | 19,7 %  |
| 1970 | 10.724    | −0,4 %  |
| 1980 | 10.705    | −0,2 %  |
| 1990 | 9.935     | −7,2 %  |
| 2000 | 10.349    | 4,2 %   |
| 2010 | 10.024    | −3,1 %  |
| 2020 | 10.017    | −0,1 %  |

## Söhne und Töchter der Stadt
- Chester E. Holifield (1903–1995), Politiker
- Dick Vance (1915–1985), Jazz-Trompeter und Arrangeur
- Rex Geveden (* 1962), Ingenieur und Manager